# Andres Tarand
Andres Tarand (11 de gener de 1940 a Tallinn) és un polític d'Estònia i antic membre del Parlament Europeu pel Partit Socialdemòcrata, que forma part del Partit Socialista Europeu entre 2004 i 2009. Taranda també es va ocupar com a Primer Ministre d'Estònia des de 1994 fins al 1995.
Nascut a Tallin, Taranda va graduar de la Universitat de Tartu amb un títol a la climatologia el 1963. Després de rebre el seu primer grau, continuar els seus estudis a Tartu rebre una segona llicenciatura en geografia, el 1973. Va seguir a realitzar investigacions a Tartu, arribant a ser director de recerca el 1979, fins a 1981.
A més de servir com a director de recerca a la Universitat de Tartu, Tarand també ha estat membre de la junta directiva de la universitat, des de 1996, així com el director del Jardí Botànic de Tallinn, a partir de 1988-1990.
Taranda també ha estat membre del Parlament d'Estònia des de 1992 fins al 2004. Mentre que en el parlament Taranda va servir com a ministre de Medi Ambient d'Estònia en dues ocasions, 1992 i 1994 i des de 1994 fins a 1995, així com el seu mandat com a primer ministre. Va ser elegit a les Eleccions al Parlament Europeu de 2004.